# Ophthalmology Journal
Ophthalmology Journal (skrót: Ophthalmology J) – polsko-niemieckie naukowe czasopismo okulistyczne wydawane od 2016. Kwartalnik. 
Czasopismo związane jest z Katedrą Okulistyki Uniwersytetu Medycznego w Lublinie. Współtwórcą tytułu jest prof. Robert Rejdak, który pełni funkcję zastępcy redaktora naczelnego. W czasopiśmie publikowane są prace oryginalne (kliniczne i laboratoryjne o znaczeniu klinicznym), opisy przypadków, aktualne recenzje, artykuły redakcyjne, artykuły edukacyjne, listy oraz inne prace odnoszące się do zmysłu wzroku, zwłaszcza te opisujące nowe techniki diagnostyczne i chirurgiczne, a także aktualizacje w zakresie stosowanych instrumentów i terapii. Publikacje ukazujące się w tym czasopiśmie objęte są otwartym dostępem. Tytuł ukazuje się w formie wydań drukowanych oraz online.
Redaktorem naczelnym (ang. editor-in-chief) „Ophthalmology Journal" jest Anselm Jünemann – profesor okulistyki związany z Uniwersytetem w Rostocku. W skład rady redakcyjnej (ang. editorial board) czasopisma wchodzą głównie profesorowie okulistyki z różnych ośrodków akademickich w Polsce i Niemczech, w tym m.in.: Claus Cursiefen, Damian Czepita, Andrzej Grzybowski, Bartłomiej Kałużny, Jakub Kałużny, Jerzy Mackiewicz, Katarzyna Michalska-Małecka, Anna Nowińska, Marek Rękas, Anna Święch, Edward Wylęgała, Zbigniew Zagórski, Tomasz Żarnowski oraz Eberhart Zrenner.
Pismo nie posiada wskaźnika cytowań (ang. impact factor). W polskim wykazie czasopism punktowanych przez Ministerstwo Nauki i Szkolnictwa Wyższego artykuł w tym czasopiśmie otrzymuje 20 punktów (wg punktacji z 2019 roku). W ramach ICI Journal Master List 2017 tytuł uzyskał ocenę 82.97.
Prace ukazujące się w tym czasopiśmie są indeksowane w: Crossref, DOAJ, Google Scholar, Polskiej Bibliografii Lekarskiej, ROAD oraz Ulrich's Periodicals Directory.